# بريجانزيول
بريجانزيول (بالإيطالية: Preganziol)‏ هي بلدية في مقاطعة تريفيزو بمنطقة فنيتة، شمال إيطاليا. تقع على بعد 20 كيلومترًا (12 ميلًا) شمال غرب مدينة البندقية، و8 كيلومترات (5 ميلًا) جنوب تريفيزو.